# Italo Santelli
Pour les articles homonymes, voir Santelli.
Italo Santelli est un maître d'armes italien né le 15 août 1866 à Carrodano et mort le 8 février 1945 à Livourne. 

## Biographie
Italo Santelli étudie dans de grandes écoles comme la Scuola magistrale à Rome où il obtient son diplôme en 1889.
En 1896 Italo Santelli est un maître d’armes reconnu en Italie. Il déménage alors en Hongrie aves sa femme, son frère Otello lui aussi escrimeur. Son fils Giorgio Santelli (it) naît en Hongrie en 1897.
C’est en Hongrie que Santelli commence à créer un nouveau style d’escrime au sabre. Il crée le « système Santelli » basé sur une défense beaucoup plus rapide que ce qui existait alors dans les séquences d’entrainement existant.
Italo Santelli démontre l’efficacité de ses théories en participant et en remportant aux Jeux olympiques de 1900 la médaille d'argent de l’épreuve des Maîtres d’armes au sabre. 

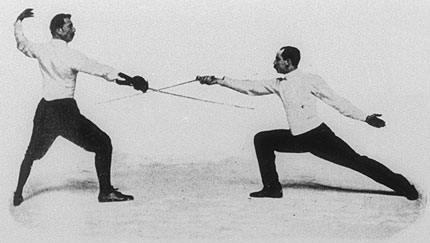
Santelli (à gauche) aux JO de 1900, tirant au fleuret contre le français Jean-Baptiste Mimiague

En 1924 aux jeux olympiques de Paris lors de l’épreuve de sabre par équipe, l’arbitre hongrois Kovacs fit une annonce controversée lors du match entre l’équipe de France et l’équipe d’Italie. Un tireur Italie, Aldo Boni attaqua verbalement l’arbitre et refusa de faire des excuses lorsque cela lui fut demandé par le directoire technique. Santelli fut appelé à témoigner sur l’action litigieuse contre l’italien. L’équipe italienne se retira de la compétition.
Une fois de retour en Italie, Adolfo Contronei  directeur adjoint de la Gazzetta dello Sport accusa Santelli d’avoir parlé en faveur de l’exclusion de Boni dans le but de favoriser son pays d’adoption la Hongrie, qui avait pris la médaille de bronze aux Jeux. Contronei lança un défi à Santelli, alors âgé de plus de 60 ans, le provoquant en duel. En vertu des règles du duel, Giorgio Santelli, le fils d’Italo (qui en 1920 avait gagné l'or dans l’épreuve de sabre par équipe lors des Jeux olympiques d'été de 1920 à Anvers) combattit à la place de son père contre Cotronei  .
À la fin de la Seconde Guerre mondiale lors d' un bombardement pendant le siège de Budapest par les troupes soviétiques (décembre 1944-Février 1945), Fiorenza,  la fille d'Italo Santelli perd la vie. Ce dernier tombe dans un grave état de dépression, qui le conduit à la mort le 8 février 1945.
Grâce à Italo Santelli, les succès des Hongrois dans la discipline du sabre sont devenus proverbiaux, puisqu'ils ont remporté la médaille d'or à tous les Jeux olympiques auxquels ils ont participé entre 1908 (Londres, avec Jenő Fuchs) et 1964 (Tokyo, avec Tibor Pésza).